# UGC 11537
UGC 11537 ist eine Spiralgalaxie im Sternbild Adler. 

Die Hubble-Weitwinkelkamera 3 hat die eng gewundenen Spiralarme, die sich um das Herz von UGC 11537 drehen, im infraroten und sichtbaren Wellenlängenbereich aufgenommen und zeigt sowohl die hellen Sternenbänder als auch die dunklen Staubwolken, die sich durch die Galaxie ziehen.
UGC 11537 befindet sich in 250 Millionen Lichtjahren Entfernung im Sternbild Aquila und liegt nahe der Ebene der Milchstraße. Die Nähe zum Sternenband der Milchstraße bedeutet, dass sich Vordergrundsterne aus unserer eigenen Galaxie in das Bild eingeschlichen haben.